# 基特尼島
基特尼島（英語：Kitney Island）是南極洲的島嶼，位於麥克羅伯特森地，處於史密斯岩東北面2公里、威爾特郡岩西南面1海里和帕特森群島西北面5公里，現時由南極條約體系管理。